# Kalophrynus punctatus
Espèce
Statut de conservation UICN

 LC  : Préoccupation mineure
Kalophrynus punctatus est une espèce d'amphibiens de la famille des Microhylidae.

## Répartition
Cette espèce se rencontre au-dessus de 1 000 m d'altitude, :
- en Indonésie à Sipura, Siberut, Tanah Masa et Pini dans les îles Mentawai et au Kalimantan sur l'île de Bornéo ;
- en Malaisie orientale dans l'État de Sarawak.

## Description
Kalophrynus punctatus mesure environ 30 mm. Son dos est brun foncé tacheté de noir.

## Étymologie
Son nom d'espèce, latin, punctatus, « tacheté », lui a été donné en référence à sa livrée.

## Publication originale
- Peters, 1871 : Über neue Reptilien aus Ostafrica und Sarawak (Borneo), vorzüglich aus der Sammlung des Hrn. Marquis J. Doria zu Genua. Monatsberichte der Königlich preussischen Akademie der Wissenschaften zu Berlin, vol. 1, p. 566-581 (texte intégral).